# Abischag

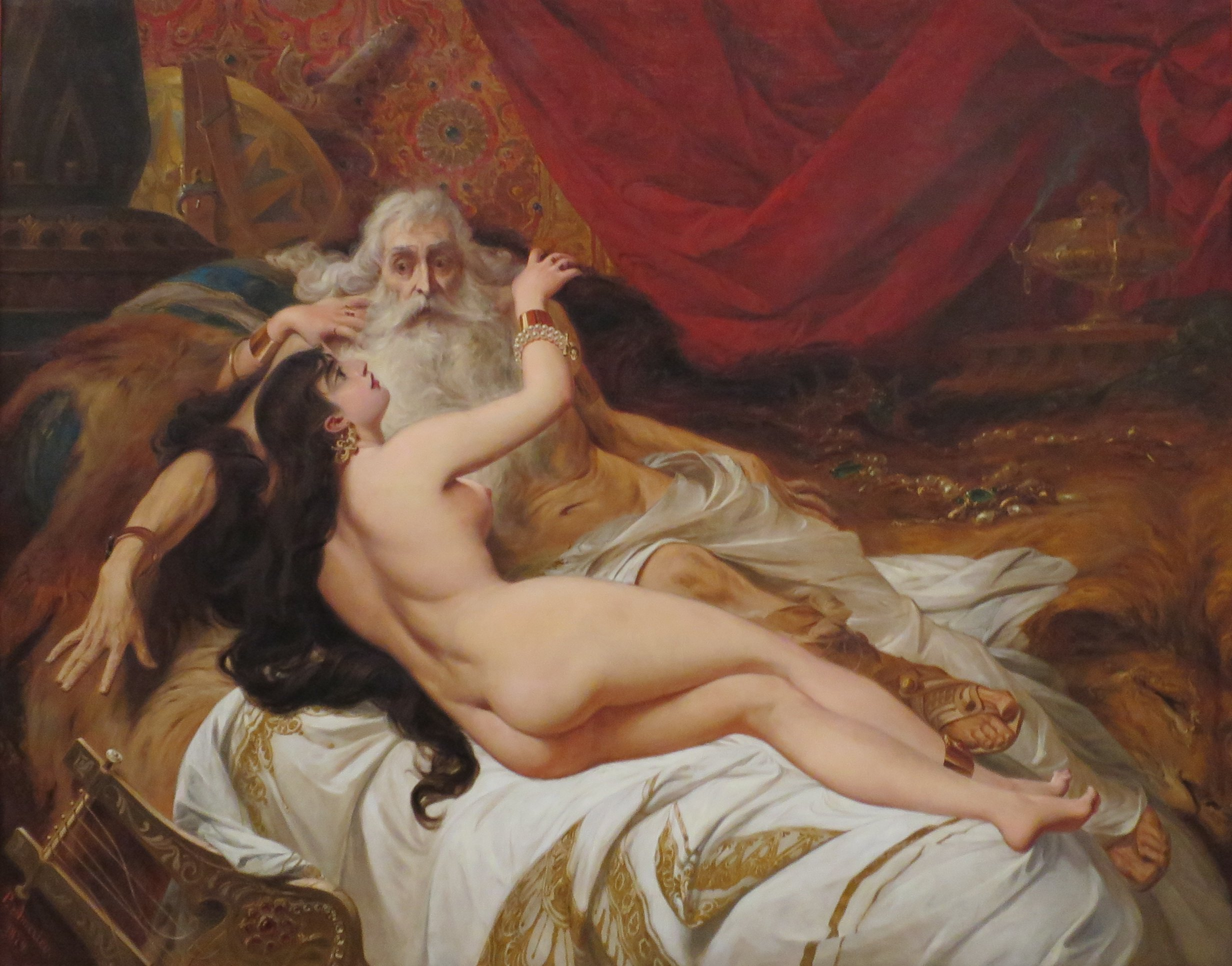
David und Abischag von Pedro Américo, 1879

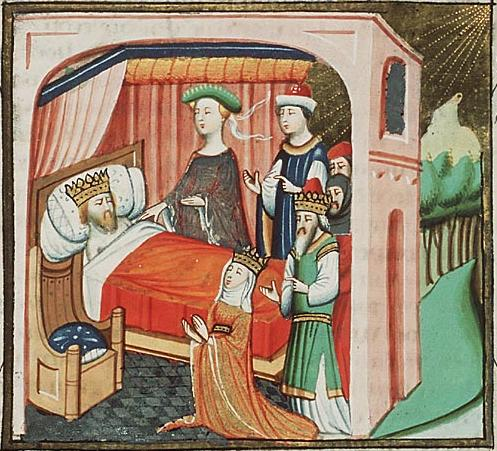
Abischag, Batseba, Solomon, und Nathan pflegen den alten König David, ca. 1435

Abischag war im Alten Testament eine Frau, die König David in Jerusalem in seinen letzten Lebenswochen pflegte.

## Etymologie
Die Bedeutung des hebräischen Personennamens אֲבִישַׁג ’ǎvîšag „Abischag“ ist unklar. Es handelt sich wohl um einen Satznamen, bestehend aus Subjekt und Prädikat. Das Subjekt (und zugleich theophore Element) ist אָב ’āv, deutsch ‚Vater‘, das Prädikat ist unklar. Der Name bedeutet „Vater ist ...“ Die Septuaginta gibt den Namen mit Αβισακ Abisak wieder, die Vulgata mit Abisag.

## Erwähnung in der Bibel
Abischag war ein Mädchen, das aus der kleinen Ortschaft Schunem, nördlich von Jerusalem, stammte. Als die Höflinge von David überall nach einem Mädchen suchten, das David pflegen konnte, fanden sie Abischag. Diese, laut 1. Buch der Könige ein „schönes“ Mädchen, diente bis zu Davids Tod für den alternden Herrscher, hatte aber keine geschlechtliche Beziehung mit ihm (1 Kön 1,4 ). Der für diese Form der Pflege beziehungsweise „Therapie“ gebräuchliche Begriff „Sunamitismus“, leitet sich von Abischag von Sunem ab. Dem Talmud zufolge (Synhedrin, fol 22a) erlaubten die geistlichen Beistände des Königs zwar ein „Beisammensein“ mit Abischag, nicht aber eine Scheidung von einer seiner anderen Frauen, um sie zu heiraten.
Nach dessen Ableben begehrte Davids Sohn Adonija Abischag und erbat sie sich zur Frau. Doch Salomo erkannte darin einen Thronanspruch und ließ den Konkurrenten – seinen eigenen Halbbruder – von Benaja ermorden (1 Kön 2,17–25 ).
Danach findet Abischag in der Bibel keine weitere Erwähnung.

## Verfilmungen
In Die Bibel – Salomon von 1997 wurde Abischag durch die Italienerin Maria Grazia Cucinotta dargestellt, in Salomon und die Königin von Saba von 1959 durch die ebenfalls aus Italien stammende Marisa Pavan.

## Literarische Rezeption
Ein Drama in einem Vorspiel und drei Aufzügen verfasste Gerdt von Bassewitz über dieses Thema mit dem Titel Die Sunamitin. Es erschien in Buchform in Leipzig 1912 beim Ernst Rowohlt Verlag und war das erste von drei David-Dramen des Verfassers. Bassewitz erhielt für das Stück mit Arno Holz und Frank Wedekind zusammen den Preis, den die Kölner literarische Gesellschaft für „ernst zu nehmende Autoren“ in jenem Jahre zum ersten Mal ausgesetzt hatte. Die Uraufführung fand im Winter dieses Jahres in Köln statt.
Rainer Maria Rilke verfasste ein Gedicht mit dem Titel Abisag (1905/06 in den Neuen Gedichten). Anders als in der biblischen Darstellung trägt dieses deutlich sexuelle Konnotationen, im Thema des unerfüllten Begehrens.
Voltaire nimmt in seiner Prosatragödie Saül den Abisag-Stoff auf.